# Hesperobaenus subtestaceus
Hesperobaenus subtestaceus es una especie de coleóptero de la familia Monotomidae.

## Distribución geográfica
Habita en México y Texas (Estados Unidos).